# كاسالاتيكو
كاسالاتيكو (كامبانيان: Casale) هي كومونا (بلدية) في مقاطعة فروزينوني تقع في منطقة لاتسيو الإيطالية حيث تقع القرية على بعد 110 كيلومتر (68 ميل) جنوب شرق روما وحوالي 30 كيلومتر (19 ميل) شرق فروزينوني.
فهي موطن لمهرجان أيرلندي صيفي يحتفل بالعائلات المحلية التي انتقلت إلى أيرلندا مع توام المدينة مع Naas في كو كيلدار الايرلندية حيث يستضيف المهرجان الموسيقى الشعبية الأيرلندية والفنانين المحليين.و يتدفق نهر ملفا القريب، وهو أحد روافد نهر ليري، الذي يتدفق في البلدية.حيث تضم المدينة مكاتب البلدية المحلية والخدمات البريدية.و يحد حدود البلديه بلديات أتينا وكاسالفييري من جانب وكولي سان ماجنو وتيريلي وأربينو وسانتوبادر من جهة أخرى. كاسالاتيكو محاط بجبال يصل ارتفاعها إلى 1700 متر. فئة الري في بلدة كاسالاتيكو هي ابينينيا مونت كايرو بما في ذلك اتينا وفيلا اللاتينيه.حيث يبلغ متوسط مساحة قطعة الأرض المملوكة ملكية خاصة في كاسالاتيكو حوالي 7 أفدنة.

موقع كومونة كاسالاتيكو في محافظة فروزينوني

## التاريخ
كانت كاسالاتيكو عامل صغيرًا ولكنه محوري في تاريخ المنطقة واقتصادها. حيث تحافظ بلدة التلال الصغيرة الهادئة على انخفاض عدد السكان خلال أشهر الشتاء وانفجار في الأعداد خلال أشهر الاحتفالية الصيفية في أغسطس.حيث لا تزال الروابط الأسرية العالمية قوية جدًا في المدينة تتناقض مع صغر حجمها.و تهيمن كنيسة سان بارباتو بجرسها وجرسها على الطراز النورماندي على الساحة المركزية.
يعتقد أن رجل الأعمال والمصرفي الروماني تيتوس بومبونيوس أتيكوس في110-32 قبل الميلاد كان لديه فيلا في ما يُعرف الآن باسم مدينة مونتاتيكو . هناك بعض المنحوتات التي تشير إلى اسم بومبونيوس وبعض الإنشاءات المنسوبة إليه. في سنواته الأخيرة، تزوج من قريبته، سيسيليا بيليا / بيليا (75-46 قبل الميلاد)، ابنة بيليوس / بيليوس وحفيدة الأم من تريومفير، كراسوس. تزوج اتيكوس وبيليا/بيليا في 58/56 قبل الميلاد، عندما كان اتيكوس بالفعل 53/54 عامًا، حيث توفيت بعد 12 عامًا من الزواج السعيد.حيث أنجبت منه ابنًا يحمل نفس الاسم، تيتوس بومبونيوس أتيكوس (الذي لا يُعرف عنه سوى القليل)، وكذلك ابنة، كايسيليا بومبونيا أتيكا، التي أصبحت الزوجة الأولى لماركوس فيبسانيوس أغريبا. كان اجريبيا من اربينو، ثم أطلق عليه اربينوم. تضم منطقة كاسالاتيكو أطلال القرون الوسطى لدير سانت أنجيلو البينديكتيني القديم في بيسكو ماسكولينو عام 780 ميلاديًا، ومثالًا رائعًا سابقًا لجسر روماني على نهر ملفا. تم العثور على بقايا رومانية أخرى في موقع سان نازاريو الأثري. دفعت العشور السابقة لكنيسة سان نازاريو إلى دير مونتكاسينو حتى القرن السابع عشر الميلادي.حيث هناك أمثلة على فن الكنيسة التي يعود تاريخها إلى عام 1855 وجرس باسم دون غابرييل.

### الهجرة إلى أمريكا
هاجرت ماريا تادي من عائلة تادي إلى نيويورك عام 1939. على الخطوط الملاحية المنتظمة ريكس من جنوى.حيث كانت اس اس ريكس إحدى السفن الإيطالية التي تم إطلاقها في عام 1931. وأقيمت الخطوط الملاحية المنتظمة على بلو ريباند المتجه غربًا بين عامي 1933 و 1935.حيث بنيت في الأصل من أجل Navigazione Generale Italiana (NGI) باسم SS Guglielmo Marconi ، وكان اندماجها بأمر من الدولة مع خط Lloyd Sabaudo يعني أن السفينة أبحرت من أجل Italia Flotta Riunite التي تم إنشاؤها حديثًا (الخط الإيطالي).حيث قام ريكس بتشغيل معابر عبر المحيط الأطلسي إلى أمريكا من إيطاليا مع زميله في السباق، كونتي دي سافويا قبل اندلاع الحرب العالمية الثانية.و حافظ ريكس على خدمة تجارية في البحر الأبيض المتوسط لفترة قصيرة، ولكن عندما دخلت إيطاليا الحرب في يونيو 1940، تم وضع ريكس للحماية.و في 8 سبتمبر 1944، قبالة كوبر، أصيب ريكس بـ 123 صاروخًا أطلقتها طائرات سلاح الجو الملكي، واشتعلت فيها النيران من الجذع إلى الجذع.حيث احترقت لمدة أربعة أيام، ثم تدحرجت على جانب الميناء، وغرقت في المياه الضحلة.و تم تفكيك السفينة في الموقع بداية من عام 1950.حيث العديد من العائلات الأخرى المرتبطة بالهجرة الأمريكية كانت ستستخدم ريكس وفوسكو وكافولا وسيرفي وأوزولينو على سبيل المثال لا الحصر من منطقة كاسالاتيكو.

### الهجرة إلى إنجلترا
وُلد تشارلز فورتي، متعهد الطعام والفندق الإسكتلندي، في عام 1908 في مدينة مورتالي ، التي تسمى الآن مونفورتي.وولد تشارلز فورتي باسم كارمين فورتي في مورتالي، الآن مونفورتي، كاسالاتيكو، في مقاطعة فروزينوني، إيطاليا في 26 نوفمبر 1908.حيث هاجر من إيطاليا إلى اسكتلندا في سن الرابعة مع عائلته.والتحق بأكاديمية ألوا ثم كلية سانت جوزيف، دومفريز كمحيط، تلاه عامين من الدراسة في روما.وبعد روما، عاد فورتي إلى عائلته، التي انتقلت إلى ويستون سوبر ماري، حيث كان والده يدير مقهى مع اثنين من أبناء عمومته.حيث جاء تدريب تشارلز الرئيسي في سن ال 21 في برايتون، حيث كان يدير البندقية.و في سن السادسة والعشرين، أنشأ أول «شريط حليب» في عام 1935، وهو ستراند ميلك بار المحدودة، في [الموقع. سرعان ما بدأ في التوسع في خدمات المطاعم والفنادق.و عند اندلاع الحرب العالمية الثانية، تم اعتقال فورتي في جزيرة مان بسبب جنسيته الإيطالية، لكن تم إطلاق سراحه بعد ثلاثة أشهر فقط. وبعد الحرب، أصبحت شركته Forte Holdings Ltd واشترت Cafe Royal في عام 1954.و في الخمسينيات من القرن الماضي، افتتح أيضًا أول مرفق تموين في مطار هيثرو وأول محطة خدمة طريق سريع بريطانية كاملة للسيارات في نيوبورت باجنيل، باكينجهامشير، على الطريق السريع M1 في عام 1959. حيث قام بشراء المطعم المجري في شارع ريجنت السفلي عام 1955.  تعد إنجلترا مضيفة رائعة للعديد من أسماء العائلات بما في ذلك Taddei و Fusco و Tullio وغيرها.

### الهجرة إلى ايرلندا
في أواخر القرن التاسع عشر وأوائل القرن العشرين، غادر عدد كبير من الشباب كاسالاتيكو للعمل في أيرلندا، حيث أسس العديد من متاجر الرقائق هناك. ما يصل إلى 8000 أيرلندي إيطالي أسلاف من كاسالاتيكو وPicinisco القريبة والمدن المحلية الأخرى مثل كاسالفييري وأتينا، لا ماكيا، سان دواناتو، سيتفراتي ومجموعة من المدن والبلدات الأصغر.حيث الهجرة إلى فرنسا وإنجلترا إلى جانب أمريكا وكندا أيضًا وجهات شهيرة للمهاجرين. Cav. هاجر كافيسيال سي.بي فوسكو المولود في سان نازاريو في الوادي إلى أيرلندا في عام 1952 وهو أكثر الأحداث شيوعًا خلال هذه الفترة من نقص ما بعد الحرب.و تم تمثيل السكان الإيطاليين في أيرلندا منذ أوائل القرن العشرين.حيث الأسماء الشائعة الأخرى المرتبطة بكاسالاتيكو ووادي كومينو بشكل عام أخرى؛ فورتي، ماكاري، موريلي، بورزا، كافولا، تادي، ناردون، فيلا، فوسكو، ماجليوكو وغيرها. بعد أربعة أو خمسة أجيال في أيرلندا، قامت العائلات بتنويع كبير في مجال الأعمال الغذائية التراثية بشكل عام في حالة تدهور ويتم اغتنام الفرص الجديدة من قبل الشباب في مجال التكنولوجيا.

### العصور الوسطى
يقع وسط Piazza vista إلى الغرب في الغالب وله مثال على برج على طراز تحصين نورماندي 1200 بعد الميلاد.ولا تحتوي المدينة الواقعة على قمة التل على خندق مائي ويمكن الوصول إليها من خلال طريق وصول متعرج يمر عبر المقبرة إلى اليسار عند الاقتراب.حيث لا تزال المدينة اليوم تحافظ على طابعها الذي يعود إلى العصور الوسطى وشوارع المشاة الصغيرة المتعرجة الصغيرة هي شهادة على تاريخها.وهناك بعض الأسماء المرتبطة بمنطقة المذكرة من فترة العصور الوسطى في شكل كوندوتيير أو فرسان، وإشارات إلى إيتوري دي أتينا الذي يمتلك أرضًا في سان نازاريو وبيترو دي سان جيرمانو متورط مع الكنيسة الصغيرة في سان نازاريو.حيث تعرضت ساحة كاسالاتيكو المركزية لبعض الأضرار التي لحقت بالزلزال والهزات التي أصابت برج الكنيسة المركزية في سان بارباتو خلال التسعينيات ولكن تم إصلاحها كلها الآن.و تحتوي المدينة الآن على مطعم «لا بيازا» تملكه وتديره كارمين سيرفيس المولود في بير، مقاطعة أوفالي، أيرلندا.

موقع بلدية كاسالاتيكو في محافظة فروزينوني

### تاريخ
يستمد وادي فالكومينو اسمه من الشعوب السامنية والقبائل السابيلية التي سكنت المنطقة بشكل عام في عام 400 قبل الميلاد. حيث كانت كومينوم معقل السامنيين حتى نهاية الحرب السامنية الثالثة مع روما واستيعابهم النهائي في الإمبراطورية الغربية لروما.والاسم محفوظ في عنوان Valcomino اليوم.حيث تشير المراجع التاريخية من قبل شيشرون وبلوتارخ إلى سكن واحد من كايوس بومبونيوس أتيكوس، وهو سليل عائلة نبيل لروما وصديق شخصي لشيشرون.و كان شيشرون وشقيقه كوينتوس من مدينة أربينو المجاورة. حيث نُسبت بعض الإنشاءات إلى اكتيوس وهي جسر روماني من ستة أقواس يعبر نهر ميلفا أسفل كاسالاتيكو، ولا يزال هناك قوس كامل وحجر مكتوب في مدينة MontAttico.
توجد العديد من الأمثلة على طراز Polygonal Walls المشهور تاريخيًا في منطقة كاسالايتكو، ويعزى نمط بناء الجدار هذا إلى قبائل السامني و sabellic. توجد أمثلة على أرضية الوادي بالقرب من Alvito وفي Atina و Arpino وبعيدًا عن أسس أقسام دير Montecassino بما في ذلك Settefrati و Arpino. ووفقًا للمؤرخ ليفي، سار القنصلان الرومانيان في عام 343 بعد الميلاد، ماركوس فاليريوس كورفوس وأولوس كورنيليوس كوسوس، مع الجيوش ضد السامنيين. قاد فاليريوس جيشه إلى كامبانيا وكرنيليوس إلى سامنيوم حيث خيم في ساتيكولا.و ثم يواصل ليفي سرد كيف فازت روما بثلاث معارك مختلفة ضد السامنيين.حيث ربح فاليريوس المعركة الأولى، التي قاتل فيها جبل جوروس بالقرب من كوماي، فقط بعد أن هزمت آخر تهمة يائسة في وضح النهار المتلاشي السامنيت بعد يوم من القتال الشاق.و المعركة الثانية كادت تنتهي بكارثة للرومان عندما حاول السامنيون محاصرة القنصل الآخر، كورنيليوس كوسوس، وجيشه في ممر جبلي. ولحسن الحظ بالنسبة لهم، كان بوبليوس ديسيوس موس، أحد المنابر العسكرية لكرنيليوس، قادرًا على قيادة مفرزة صغيرة للاستيلاء على قمة تل، مما يشتت انتباه السامنيين ويسمح للجيش الروماني بالهروب من الفخ.حيث تسلل ديسيوس ورجاله بعيدًا إلى بر الأمان أثناء الليل، في صباح اليوم التالي لهجوم وهزيمة السامنيين غير المستعدين من قبل الرومان.و لا يزال السامنيون مصممين على الانتصار، وجمعوا قواتهم وفرضوا حصارًا على Suessula في الطرف الشرقي من كامبانيا. ترك ماركوس فاليري أمتعته وراءه، وأخذ جيشه من خلال مسيرات إجبارية إلى Suessola.و بسبب انخفاض الإمدادات، والتقليل من حجم الجيش الروماني، قام السامنيون بتفريق جيشهم بحثًا عن الطعام.حيث أعطى هذا الفرصة لفاليريوس للفوز بانتصار روماني ثالث عندما استولى لأول مرة على معسكر السامينين المدافع قليلاً ثم نثر جامعيهم. وأقنعت هذه النجاحات الرومانية ضد السامنيين فاليري بتحويل هدنتها التي استمرت أربعين عامًا مع روما إلى معاهدة سلام دائمة، والتخلي عن حربهم المخطط لها ضد روما وبدلاً من ذلك شن حملة ضد البايليني. وأرسلت مدينة قرطاج الصديقة سفارة تهنئة إلى روما بتاج بخمسة وعشرين جنيهاً لمعبد جوبيتر أوبتيموس ماكسيموس.و ثم احتفل كلا القناصل بالانتصارات على السامنيين. حيث يسجل Fasti Triumphales أن Valerius و Cornelius احتفلوا بانتصاراتهم على السامنيين في 21 سبتمبر و 22 سبتمبر على التوالي.و بالقرب من الطريق الرئيسي المؤدي إلى كاسالاتيكو، توجد مجموعة من الأحجار الرومانية والسامنية من فترة ما قبل العصر الروماني السماني والعصر الروماني في وقت لاحق، والتي تم توثيقها من قبل متحف سورا للتاريخ الطبيعي.وكما توجد على نفس الطريق مقبرة البلدية والمقابر 1750 م تقريبًا.حيث على نفس الطريق من Via Provinciale توجد قرى صغيرة من Lo Schito و Localita Vertichio و San Andrea و San Nazario. تشتهر مدينة سان نازاريو بوجود واحدة من أقدم الكنائس في إيطاليا. حيث كانت في الأصل ديرًا بندكتينيًا في عام 1030 بعد الميلاد.حيث التواريخ الموثقة التي يدعمها سكربت مونتيكاسينو تعطي تواريخ واضحة 1030 م. وهذه الكنيسة في سان نازاريو فيسكوفو كما كانت تسمى قديما هي في ملكية خاصة اليوم.حيث تخضع هذه القرى المختلفة لسيطرة مقاطعة بلدية كاسالاتيكو .
بعيدًا عن طريق الاقتراب الرئيسي، لا يزال هناك طاحونة يعود تاريخها أيضًا إلى عام 1030 بعد الميلاد وهي الآن متحف صغير للثقافة الزراعية المحلية والمصنوعات اليدوية من قبل Casal Attici مجموعة تصريف أعمال في المنطقة.حيث التغييرات الأساسية التي تم إجراؤها على مرحلة تعرج نهر ملفاس بواسطة السد الكهرومائي في المنبع تركت الطاحونة في الأرض الجافة.و يقع مصدر نهر ملفا في مدينة كانيتو في جبال أبروتسي في موقع المعبد الأصلي للإلهة ميفيتس (آلهة الكبريت) إلى بازيليك ومحمية كانيتو.و على سفوح التلال المطلة على مدينة كاسالاتيكو توجد بعض البلدات والنجوع الشهيرة، Monforte ، Montattico ، La Macchia ، Le Lescce ، Piazza Del Popolo ، Monte Cicuto. يرتبط إلى حد كبير بالبلدية.

### الحرب العالمية الثانية
في عام 1944 أثناء الحرب العالمية الثانية، كان لارجو سان نازاريو، من بلدية كاسالاتيكو، موقعًا لمستشفى الطوارئ الألماني المتقدم الذي تمت مصادرته من مالكي عائلة فوسكو في الفترة التي تلت الحرب، والتي استعادها لاحقًا الملاك الحاليون.حيث تم نقل أشخاص من منطقة مونفورتي وكاسالاتيكو من قبل قوات الاحتلال الألمانية العسكرية إلى محتشد الاعتقال في سيسانو.وفي نهاية الأعمال العدائية في عام 1945، عانت مدن الوادي وكان مستوى الدمار الذي لحق بالبلدات القريبة من خط دفاع جوستاف الألماني شاملاً.حيث كان هذا الدمار سبب هجرة مدمرة. بين 17 يناير و 18 مايو، تعرضت دفاعات مونتي كاسينو وجوستاف للهجوم أربع مرات من قبل قوات الحلفاء. في 16 مايو، شن جنود من الفيلق الثاني البولندي واحدة من الهجمات الأخيرة على الموقع الدفاعي الألماني كجزء من هجوم من الفرقة العشرين على طول جبهة طولها عشرين ميلًا.و في 18 مايو، تم رفع العلم البولندي متبوعًا بجاك الاتحاد البريطاني فوق أنقاض دير مونتيكاسينو.و  بعد انتصار الحلفاء هذا، انهار خط سنجر الألماني التالي في 25 مايو.وأخيرًا تم طرد المدافعين الألمان من مواقعهم، ولكن بتكلفة عالية.حيث  أسفر الاستيلاء على مونتي كاسينو عن 55000 ضحية من الحلفاء، مع خسائر ألمانية أقل بكثير، تقدر بحوالي 20 ألف قتيل وجريح.و  لا تزال العائلات المهاجرة من المنطقة تحتفظ بحضور قوي في أراضي بلدة كاسالاتيكو المحيطة.